# سوق حد (استان غلیزان)
سوق حد (استان غلیزان) (به عربی: سوق الحد) یک شهرداری در الجزایر است که در استان غلیزان واقع شده‌است.